# トーマス・インモース
トーマス・インモース（Thomas Immoos、1918年9月15日 - 2001年10月20日）は、スイス人で、日本で活動した宗教哲学者、日本研究者。上智大学名誉教授。専門は神道、日本古典劇。

## 経歴
1918年、スイスのシュヴィーツに生まれる。1945年シェーネック神学大学卒業。神学を通して日本文化に興味を持ち、ロンドン大学中国文学科に進んで1950年に卒業。1951年に来日し、1952年より岩手大学講師、1958年より上智大学文学部助教授。1961年、チューリッヒ大学に学位論文を提出して宗教哲学博士号を取得。上智大学に復帰し、1964年より教授。1979年同大学東洋宗教研究所所長、1984年特遇教授、1989年名誉教授。

## 研究内容・業績
- カトリック司祭、ユング心理学者でもあり、ジャーナリストとしてスイス、ドイツなどの新聞、雑誌に日本文化に関する記事を書いた。
- 主な著書に、「Japanese Theater」(1975年)、「Schattentheater Asiens」(1979年)などがある[2]。

## 日本語著作
- 『現代カトリック作家』中央出版社 1964
- 『変わらざる民族 演劇・東と西』尾崎賢治編訳 南窓社 1972
- 『元型との出会い ユングとドイツ文学の深層』尾崎賢治訳 春秋社 1985
- 『深い泉の国「日本」 異文化との出会い』加藤恭子共著 春秋社 1985　のち中公文庫
- 『ヨーロッパ心の旅 異文化への道しるべ』加藤恭子共著 原書房 1995

## 論文
- インモース